# Organo della chiesa di San Lorenzo ad Alkmaar

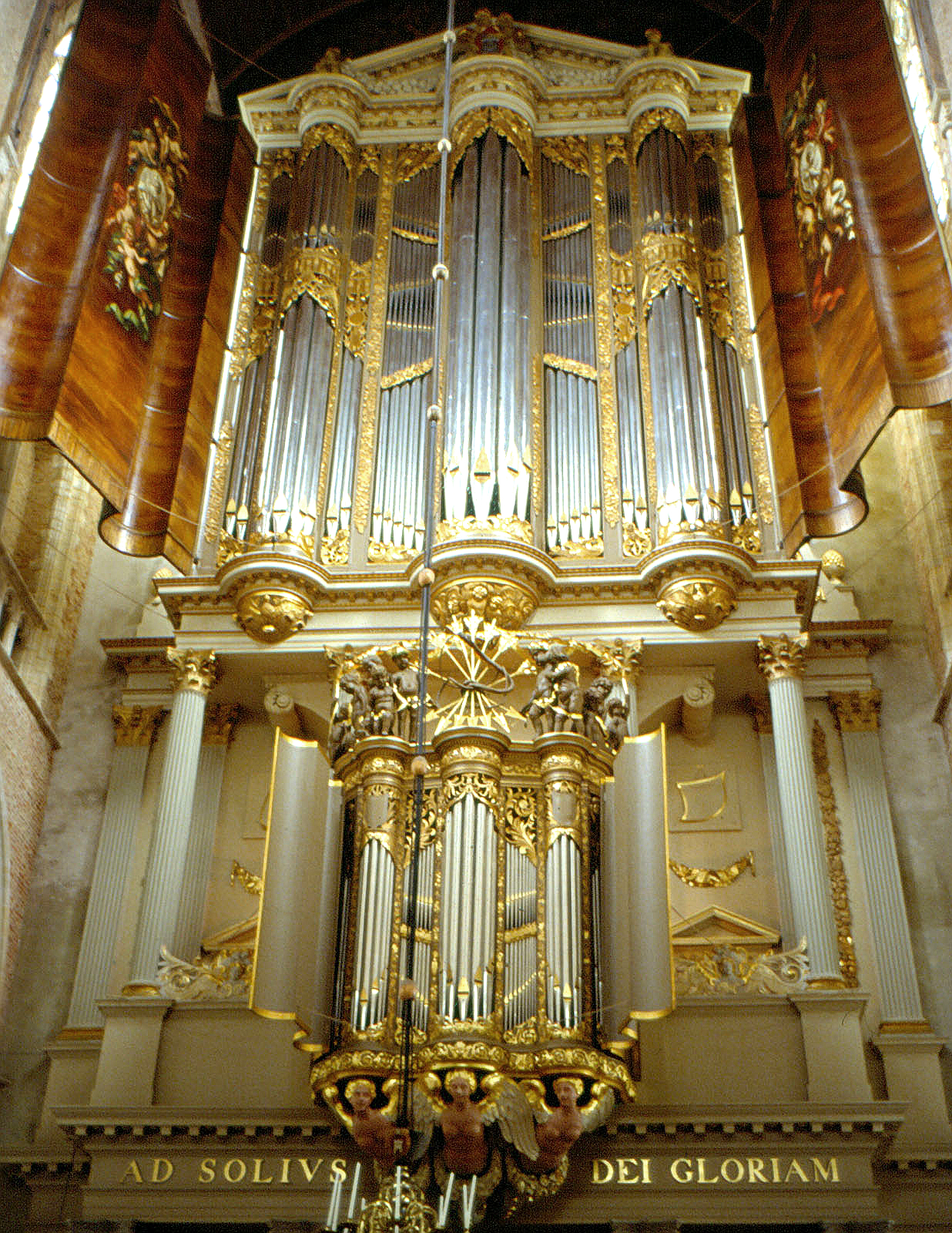
L'organo della chiesa di San Lorenzo ad Alkmaar. È visibile la dedica Ad Solius Dei Gloriam ("A Gloria dell'Unico Dio").

Con organo della chiesa di San Lorenzo ci si riferisce a un organo monumentale costruito per la Chiesa Grande di Alkmaar, nei Paesi Bassi.

## Storia

### I vecchi organi della chiesa di San Lorenzo
Nel 1637, in una lettera indirizzata al consiglio comunale di Alkmaar, l'organista Jan van Bochem lamentò l'insufficienza dei due organi presenti nella chiesa di San Lorenzo, giudicati troppo piccoli ed entrambi mancanti di pedaliera. Uno, ancora esistente, era stato realizzato nel 1511 da Jan van Covelens, mentre l'altro, smantellato nel 1690, era uno strumento costruito nel 1545 da Claes Willemsz. Van Bochen, ricordando che molte città vicine avevano da poco ingrandito o rinnovato i propri strumenti, propose allora la costruzione di un nuovo organo, o, se questo non fosse stato possibile, almeno l'ampliamento dei due organi esistenti.
Il consiglio comunale propose inizialmente di unire i due strumenti per creare un organo di grandi dimensioni, e, nel giugno 1638, contattò a questo scopo l'organaro Levijn Eekman di Amsterdam. Il mese successivo si scelse la parete ovest della chiesa per la collocazione dello strumento, ma Eekman morì di lì a poco, senza riuscire neanche a iniziare i lavori. Il 25 ottobre 1638 venne allora incaricato l'organaro Jacobus van Hagerbeer. Inizialmente il progetto originario venne rispettato, ma, constatati i limiti tecnici dei due vecchi strumenti, van Hagerbeer decise che era meglio costruire un organo completamente nuovo, nel quale sarebbero state eventualmente incluse alcune canne degli organi vecchi. Il contratto per la realizzazione ex novo dell'organo venne stipulato il 21 ottobre 1639.

### La costruzione dell'organo van Hagerbeer
Per aiutare Jacobus van Hagerbeer il consiglio comunale di Alkmaar si rivolse anche a Galtus Germer van Hagerbeer (padre di Jacobus) e a Germer Galtusz van Hagerbeer (fratello maggiore di Jacobus), considerati i migliori organari presenti all'epoca nei Paesi Bassi. I lavori iniziarono nel 1639 e il contratto prevedeva la realizzazione di un organo dotato di tre manuali, pedaliera e 31 registri:
| Prima tastiera - Rugwerk |        |
| Prestant                 | 8'     |
| Quintade                 | 8'     |
| Holpijp                  | 4'     |
| Octaeff                  | 4'     |
| Superoctaeff             | 2'     |
| Holfluytgen              | 3'     |
| Quintfluyt               | 1/2'   |
| Schuffeleth              | 1'     |
| Micxtuier                |        |
| Scherp                   |        |
| Quint prestant           | 1' 1/2 |
| Schalmey                 | 8'     |

| Seconda tastiera - Bovenwerk |        |
| Praestant                    | 8'     |
| Holpijp                      | 8'     |
| Octaeff                      | 4'     |
| Openfluyt                    | 8'     |
| Quintfluyt                   | 3'     |
| Gemshoorn                    | 2'     |
| Superoctaeff                 | 2'     |
| Naesaet                      | 1' 1/2 |
| Schuffeleth                  | 1'     |
| Quint prestant               | 1' 1/2 |
| Sesquialtera                 |        |
| Scherp                       |        |
| Vox humana                   | 8'     |

| Terza tastiera - Hoofdwerk |     |
| Prestant                   | 24' |
| Prestant                   | 12' |
| Octaeff                    | 6'  |
| Micxtuier                  | 4'  |
| Scherp                     | 3'  |
| Trompet                    | 12' |

| Pedaal                            |
| Costantemente unito all'Hoofdwerk |

Lo strumento venne ultimato nel 1645. Negli anni 1652-53, tuttavia, l'organo subì alcuni interventi da parte di Jacobus van Hagerbeer, il quale decise di rinnovarlo sostituendo numerosi registri. Secondo la disposizione fonica scritta da Gerhardus Havingha nel 1727, queste erano le specifiche tecniche dopo gli interventi del 1652-53:
| Prima tastiera - Rugpositief |                      |  |
| Prestant                     | 8'                   |  |
| Bourdon                      | 16'                  |  |
| Holpyp                       | 8'                   |  |
| Quintadena                   | 8'                   |  |
| Octav                        | 4'                   |  |
| Openefluyt                   | 4'                   |  |
| Echo Holfluyt                | 4' (dal Do centrale) |  |
| Superoctav                   | 2'                   |  |
| Nassat                       | 1' 1/2               |  |
| Corno di camoscio            | 1' 1/2               |  |
| Sexquialter                  | II (dal Do centrale) |  |
| Tertiaan                     | 4/5'                 |  |
| Sifflet                      | 1'                   |  |
| Tromba                       | 8'                   |  |
| Vox humana                   | 8'                   |  |

| Seconda tastiera - Bovenwerk |                      |
| Praestant                    | 8'                   |
| Bourdon                      | 16'                  |
| Holpyp                       | 8'                   |
| Quintadena                   | 8'                   |
| Octav                        | 4'                   |
| Openefluyt                   | 4'                   |
| Echo Holfluyt                | 4' (dal Do centrale) |
| Super Octav                  | 2'                   |
| Nassat                       | 1' 1/2               |
| Gemshoorn                    | 1' 1/2               |
| Sesquialtera                 | II (dal Do centrale) |
| Tertiaan                     | 4/5'                 |
| Sifflet                      | 1'                   |
| Trompet                      | 8'                   |
| Vox humana                   | 8' (dal Do centrale) |

| Terza tastiera - Hoofdwerk |        |
| Prestant                   | 24'    |
| Prestant                   | 12'    |
| Octav                      | 6'     |
| Tertiaan                   | 1' 3/5 |
| Mixtuur                    |        |
| Scherp                     | IV-VI  |
| Groot Scherp               | IV-VI  |
| Trompet                    | 8'     |

| Pedaal   |    |
| Prestant | 8' |
| Octav    | 4' |
| Trompet  | 8' |

Il temperamento era il mesotonico, il corista del La corrispondeva a 415 Hz e l'aria era fornita da sei mantici. La cassa era opera dell'architetto Jacob van Campen, mentre le ante furono decorate dal pittore Caesar van Everdingen con Il trionfo di Saulo dopo la vittoria di Davide su Golia. Il 5 luglio 1683 il consiglio comunale di Alkmaar decise di restaurare l'organo, affidando i lavori a Johannes Duytschot e Roelof Barentsz Duytschot, i quali sostituirono i sei mantici, invertirono le tastiere (l'Hoofdwerk era la terza e divenne la seconda, il Bovenwerk era la seconda e divenne la terza), installarono una nuova pedaliera, crearono un accoppiamento fra Rugwerk e Hoofdwerk, rimossero la tromba da 8' dall'Hoofdwerk e la sostituirono con un basuyn da 16', rimossero il bordone da 16' dal Bovenwerk e lo sostituirono con un Baarpijp da 8' e realizzarono una nuova Vox humana.

### L'organo Schnitger
Il 3 settembre 1722 venne nominato organista Gerhardus Havingha, il quale formulò numerose critiche circa lo stato dell'organo, fra le quali un'insufficiente potenza dei mantici, una scelta troppo limitata di registri per la pedaliera e la presenza, a suo dire superata, del temperamento mesotonico. Il consiglio municipale, accogliendo le sue lamentele, gli permise di contattare Franz Caspar Schnitger, figlio del celebre organaro Arp Schnitger. Il contratto fra il consiglio comunale e Schnitger per la costruzione di un nuovo organo venne siglato il 7 maggio 1723. Il nuovo strumento, ultimato nel luglio 1725, venne esaminato il 9 agosto dello stesso anno dagli organisti Cornelis van Herk, Petrus Havingha, Jan Jacob de Graaf e Gerhardus Havingha, raccogliendo largo consenso. La disposizione fonica era la seguente:
| Prima tastiera - Rugpositief |     |
| Praestant                    | 8'  |
| Baarpyp                      | 8'  |
| Rohrfluit                    | 8'  |
| Quintadena                   | 8'  |
| Octaav                       | 4'  |
| Fluit Dous                   | 4'  |
| Spitsfluit                   | 3'  |
| Superoctaav                  | 2'  |
| Speelfluit                   | 2'  |
| Sexquialter                  | II  |
| Scherp                       | IV  |
| Cimbel                       | III |
| Tromba                       | 8'  |
| Hautbois                     | 8'  |
| Vox humana                   | 8'  |
| Tremulant                    |     |

| Seconda tastiera - Groot Manuaal |     |
| Praestant                        | 16' |
| Praestant                        | 8'  |
| Praestantquint                   | 6'  |
| Octaav                           | 4'  |
| Quinta                           | 3'  |
| Octaav                           | 2'  |
| Flachfluit                       | 2'  |
| Tertiaan                         | II  |
| Mixtuur                          | VI  |
| Trompet                          | 16' |
| Viool di Gamba                   | 8'  |
| Trompet                          | 4'  |

| Terza tastiera - Bovenwerk |     |
| Prestant                   | 8'  |
| Baarpyp                    | 8'  |
| Rohrfluit                  | 8'  |
| Quintadena                 | 8'  |
| Octaav                     | 4'  |
| Fluit Dous                 | 4'  |
| Spitsfluit                 | 3'  |
| Superoctaav                | 2'  |
| Speelfluit                 | 2'  |
| Sexquialtera               | II  |
| Scherp                     | IV  |
| Cimbel                     | III |
| Tromba                     | 8'  |
| Hautbois                   | 8'  |
| Vox humana                 | 8'  |
| Tremulant                  |     |

| Pedaal     |      |
| Principaal | 22'  |
| Rohrquint  | 12'  |
| Octaav     | 8'   |
| Quinte     | 6'   |
| Octaav     | 4'   |
| Nachthoorn | 2'   |
| Ruyschpyp  | III  |
| Mixtuur    | VIII |
| Basuin     | 16'  |
| Trompet    | 8'   |
| Trompet    | 4'   |
| Cornet     | 2'   |

Nonostante gli elogi, alcuni organisti mossero critiche al nuovo organo, specialmente per via del fatto che lo strumento era stato intonato ancora con il temperamento mesotonico. Nel 1729, dopo la morte di Franz Caspar Schnitger, la manutenzione dello strumento venne curata da Nicolaas Willembroek (dal 1731) e da Christian Müller (dal 1734), i quali effettuarono alcune riparazioni nel 1734 e nel 1751. Nel 1765 l'organaro Pieter Müller reintonò lo strumento con il temperamento equabile.

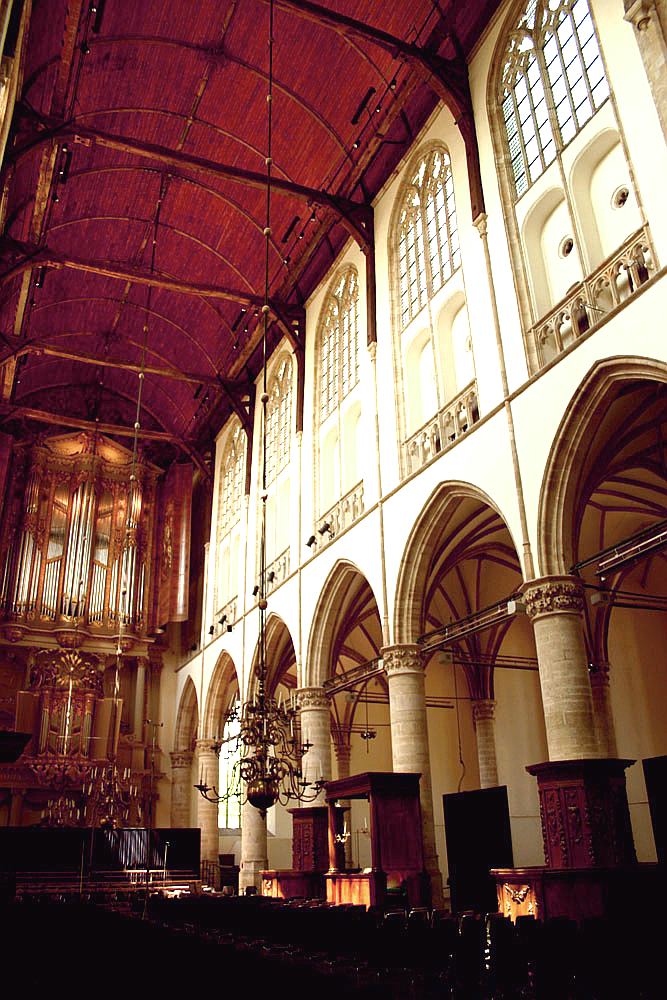
La navata della chiesa di San Lorenzo.

Durante la seconda metà del XVIII secolo gli organisti lamentarono alcuni problemi, finché, il 5 giugno 1781, il consiglio municipale contattò l'organaro Johannes Strumphler per un restauro. Strumphler fece una pulizia generale dello strumento, alzò il pitch di un quarto di tono, aggiunse alcuni registri e fece piccole riparazioni. Per l'occasione anche la cassa venne ridipinta, preservando però i dipinti di van Everdingen delle ante. Johan Peter van Horstok, all'interno delle ante, aggiunse due medaglioni dipinti raffiguranti la pietà e il Re Davide. Tuttavia, il lavoro effettuato da Johann Strumphler venne aspramente criticato, costringendo il consiglio comunale a richiedere il parere di un tecnico esterno, tale Frederik Nieuwenhuijzen, per verificare che il lavoro fosse stato eseguito a regola d'arte. Nieuwenhuijzen concluse che il lavoro sull'organo, benché presentasse alcuni piccoli difetti, era comunque stato eseguito bene.
Nel corso del XIX secolo vennero eseguiti numerosi interventi: negli anni 1823-24 venne aggiunto un accoppiamento con la pedaliera, poi rimosso nel 1843-44. Un ulteriore restauro si rese necessario nel 1851 e il consiglio comunale, prima di siglare un contratto con l'organaro Carl Friedrich August Naber nel dicembre 1853, pensò anche alla dinastia Bätz, una famiglia di organari che aveva in cura anche la manutenzione dell'organo Müller della Chiesa Grande di San Bavone ad Haarlem. Naber, fra le altre cose, rimosse la mixtuur dall'Hoofdwerk, posizionò un cornetto e cambiò le tastiere. Al termine dei lavori lo strumento venne esaminato da Johannes Gijsbertus Bastiaans e da Jan Hendrik Anthonie Ezerman, i quali giudicarono positivamente le operazioni sulle canne, ma lamentarono che le tastiere erano durissime. C'erano perdite d'aria dal somiere e il temperamento non era equabile come richiesto. Benché Naber non condividesse le critiche, operò tuttavia alcune modifiche al fine di soddisfare gli appunti degli esaminatori.
Nel marzo 1896 l'organista della chiesa suggerì alcune riparazioni da effettuare, incluse la sistemazione dei somieri, l'innalzamento del pitch di mezzo tono e diversi cambi di registri. I lavori vennero affidati a Johan Frederik Witte, il quale esaudì le commissioni. Nel 1907 vennero sostituite le corde per l'apertura delle ante, e, nel 1921, vennero installati i mantici elettrici. Tuttavia, lo strumento versava in cattive condizioni e necessitava di un restauro approfondito. La chiesa, allora, contattò l'organaro Hendrik Wicher Flentrop, il quale accettò la commissione. Flentrop operò anche alcune scelte azzardate, come la demolizione, nel 1941, dei mantici costruiti da Duytschot e da Schnitger. Nel gennaio 1944, a causa dei restauri in corso all'interno della chiesa, l'intero organo venne smontato e conservato, all'interno di alcune casse, nel transetto della chiesa stessa. Nel 1947 Flentrop iniziò il restauro dello strumento, cercando di riportarlo alle sue condizioni originarie, terminando i lavori nel settembre 1949. Flentrop installò nuovi mantici, cambiò l'ordine delle tastiere e cambiò le etichette dei registri, sostituendo quelle di Naber con altre nello stile di Schnitger, montò una nuova pedaliera, aggiustò gli accoppiamenti, rimosse le modifiche operate da Witte e cambiò alcuni registri. Inoltre rimosse l'intonaco dalle pareti, purtroppo con un conseguente deterioramento dell'acustica.
L'organo non ebbe problemi per diversi anni, ma, intorno al 1970, si rese necessario un nuovo intervento. Dopo molte discussioni, l'incarico venne affidato l'8 febbraio 1978 alla Flentrop Orgelbouw, la quale decise di riportare lo strumento al suo stato nel 1725. L'intervento si concluse nel 1980. Un nuovo intervento avvenne negli anni 1982-84: il corista del La venne abbassato da 440 Hz a 415 Hz, la cassa venne interamente riverniciata secondo i colori originali, i somieri sostituiti, venne creata una nuova scala per accedere all'organo e si procedette a un'operazione di ripulitura e riaccordatura generale. Lo strumento venne rimontato nel giugno 1984 e il restauro completo si concluse nel 1987.

### Oggi
Attualmente la disposizione fonica dello strumento è la seguente:
| Prima tastiera - Rugpositief |        |
| Praestant                    | 8'     |
| Quintadena                   | 8'     |
| Octaav                       | 4'     |
| Nasaat                       | 3'     |
| Fluit                        | 4'     |
| Superoctaav                  | 2'     |
| Quintfluit                   | 3'     |
| Waldfluit                    | 2'     |
| Quintanus                    | 1' 1/2 |
| Mixtuur                      | V-VI   |
| Sexquialtera                 | II     |
| Cimbel                       | III    |
| Hautbois                     | 8'     |
| Vox humana                   | 8'     |
| Tremulant                    |        |

| Seconda tastiera - Groot Manuaal |     |
| Praestant                        | 16' |
| Praestant                        | 8'  |
| Praestantquint                   | 6'  |
| Octaav                           | 4'  |
| Quinta                           | 3'  |
| Octaav                           | 2'  |
| Flachfluit                       | 2'  |
| Ruyschpyp                        | II  |
| Tertiaan                         | II  |
| Mixtuur                          | VI  |
| Trompet                          | 16' |
| Viool di Gamba                   | 8'  |
| Trompet                          | 4'  |

| Terza tastiera - Bovenwerk |     |
| Prestant                   | 8'  |
| Baarpyp                    | 8'  |
| Rohrfluit                  | 8'  |
| Quintadena                 | 8'  |
| Octaav                     | 4'  |
| Fluit Dous                 | 4'  |
| Spitsfluit                 | 3'  |
| Superoctaav                | 2'  |
| Speelfluit                 | 2'  |
| Sexquialtera               | II  |
| Scherp                     | IV  |
| Cimbel                     | III |
| Hautbois                   | 8'  |
| Vox humana                 | 8'  |
| Tremulant                  |     |

| Pedaal     |      |
| Principaal | 22'  |
| Praestant  | 16'  |
| Rohrquint  | 12'  |
| Octaav     | 8'   |
| Quinte     | 6'   |
| Octaav     | 4'   |
| Nachthoorn | 2'   |
| Ruyschpyp  | III  |
| Mixtuur    | VIII |
| Basuin     | 16'  |
| Trompet    | 8'   |
| Trompet    | 4'   |
| Cornet     | 2'   |

Il corista del La corrisponde a 415 Hz e il temperamento è equabile.